# رندال امت
رندال ایوز امت (به انگلیسی: Randall Ives Emmett) (زاده ۲۵ مارس ۱۹۷۱) تهیه‌کننده فیلم و تلویزیون آمریکایی است. وی رئیس و بنیانگذار شرکت تولیدی (امت / فورلا / آسیس فیلمز) است. از آثار برجسته وی به عنوان تهیه‌کننده فیلم می‌توان به ۲ اسلحه، سکوت و مرد ایرلندی اشاره کرد.

## سنین جوانی و تحصیل
امت در خانواده‌ای یهودی در میامی، فلوریدا به دنیا آمده‌است. وی در ادامه مدرک لیسانس هنرهای زیبا را از دانشکده هنرهای تجسمی در شهر نیویورک دریافت کرد.

## حرفه
در سال ۱۹۹۵ امت کار خود را در هالیوود به عنوان دستیار شخصی مارک والبرگ آغاز کرد. بعداً وی با جورج فارلا، که در سال ۱۹۹۸ با بنیانگذاری کمپانی (امت فورلا فیلمز) ملاقات کرد و در سال ۲۰۱۳ یکی از صاحبان این کمپانی شد.

## کارگردانی
- نیمه شب در چمن‌زار (۲۰۲۱)
- رستگاری بی‌رحمانه (۲۰۲۲)

## زندگی شخصی
امت در سال ۲۰۰۹ با بازیگر امبر چایلدرز ازدواج کرد که از او دو دختر دارد. امت در آوریل سال ۲۰۱۵ برای طلاق ثبت نام کرد، اما این درخواست را در سال بعد رد کرد. اما در نهایت در دسامبر ۲۰۱۷ طلاق انجام شد.